# Eva-Bettina Krems

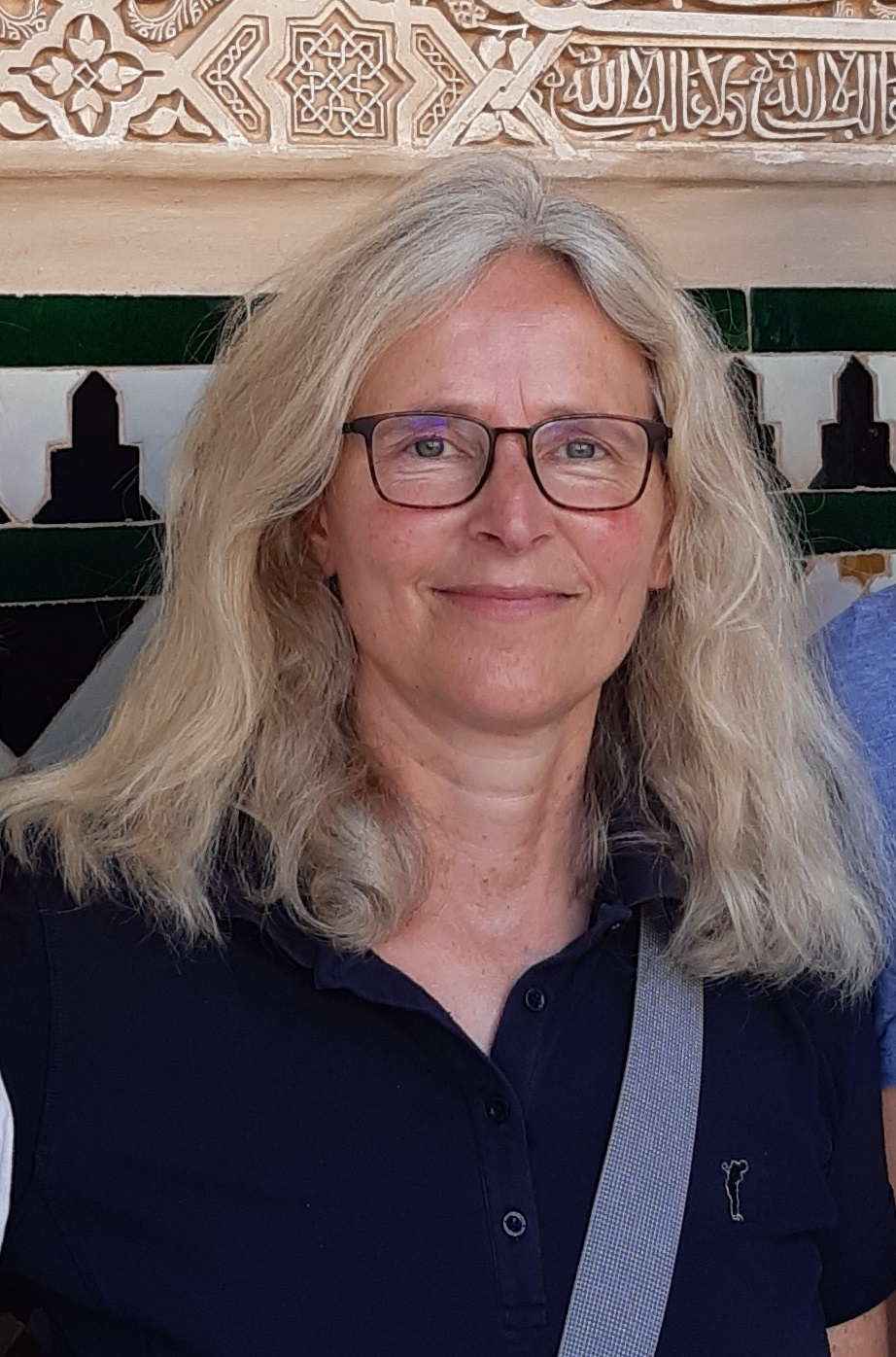
Eva-Bettina Krems (2021)

Eva-Bettina Krems (* 1968) ist eine deutsche Kunsthistorikerin mit Schwerpunkt im Bereich der europäischen Kunst. Sie ist Professorin für Allgemeine Kunstgeschichte der Frühen Neuzeit an der Universität Münster.

## Leben
Nach einem Studienaufenthalt in Seattle studierte Eva-Bettina Krems 1988–1994 Kunstgeschichte, Anglistik und Germanistik an den Universitäten Münster, Bonn und Würzburg. Ihren Magister artium erwarb sie 1994 mit einer Studie zu Raffaels frühem Altarbild mit dem Motiv der Marienkrönung in der Vatikanischen Pinakothek. Als Stipendiatin an der Bibliotheca Hertziana in Rom von 1995 bis 1997 setzte sie ihre Studien fort, um 1999 an der Universität Würzburg mit einer Untersuchung zu Raffaels römischen Altarbildern zu promovieren. Im Rahmen eines Postdoktorandenstipendiums am DFG-Graduiertenkolleg „Die Renaissance in Italien und ihre europäische Rezeption“ der Universität Bonn 2000–2001 befasste sie sich mit Skulptur und Malerei im frühen Barock in Rom. 2008 absolvierte sie ihre Habilitation im Fach Kunstgeschichte an der Philipps-Universität Marburg mit einer Arbeit über Kulturtransfer bei den Wittelsbachern, die sie im Rahmen eines Forschungsstipendiums der DFG mit Studienaufenthalten in mehreren west- und osteuropäischen Städten entwickelt hat.
Zwischen 2008 und 2012 übernahm sie Vertretungsprofessuren am Kunstgeschichtlichen Institut der Philipps-Universität Marburg, an dem sie seit 2001 als Wissenschaftliche Assistentin gewirkt hat. Seit April 2012 ist sie Inhaberin des Lehrstuhls für Allgemeine Kunstgeschichte der Frühen Neuzeit an der Universität Münster.

## Schriften (Auswahl)
- Raffaels ”Marienkrönung im Vatikan”. Lang, Frankfurt am Main 1995, ISBN 3-631-49382-7.
- Dissertation: Raffaels römische Altarbilder. Kontext, Ikonographie, Erzählkonzept. Die Madonna del Pesce und Lo Spasimo di Sicilia. Akademie Verlag, München 1999, ISBN 3-932965-67-1.
- Der Fleck auf der Venus. 500 Künstleranekdoten von Apelles bis Picasso. Beck, München 2003, ISBN 3-406-49468-4.
- als Herausgeberin, mit Christoph Kampmann, Katharina Krause, Anuschka Tischer: Konkurrierende Modelle im dynastischen Europa. Bourbon – Habsburg – Oranien 1700. Köln (Böhlau) 2008.
- Die Wittelsbacher und Europa. Kulturtransfer am frühneuzeitlichen Hof. Böhlau, Wien, Köln, Weimar 2012, ISBN 978-3-412-20810-3.
- als Herausgeberin, mit Sigrid Ruby: Das Porträt als kulturelle Praxis. Berlin 2016.
- als Herausgeberin, mit Kristina Deutsch, Claudia Echinger-Maurach: Baden im Schloss – Gestalt und Funktion höfischer Bäder in der Frühen Neuzeit. Göttingen 2017.
- als Herausgeberin, mit Herbert Karner, Jens Niebaum und Werner Telesko: Sakralisierungen des Herrschers an europäischen Höfen (1648–1740). Schnell und Steiner, Regensburg 2019.
- als Herausgeberin, mit Gerd Althoff, Christel Meier-Staubach und Hans-Ulrich Thamer: Frieden. Theorien, Bilder und Strategien. Von der Antike bis zur Gegenwart. Sandstein, Dresden 2019.